# Waldemar Socha
Waldemar Andrzej Socha (ur. 21 listopada 1962 w Nisku) – polski samorządowiec, od 1998 prezydent Żor.

## Życiorys
Ukończył I Liceum Ogólnokształcące im. Karola Miarki w Żorach, następnie studia na Wydziale Handlu Zagranicznego Szkoły Głównej Planowania i Statystyki. Od 1989 prowadził własną działalność gospodarczą.
Do 2002 działał w Unii Wolności, później pozostał bezpartyjny. W 1998 po raz pierwszy objął stanowisko prezydenta Żor. Pozostał na tym stanowisku po pierwszych bezpośrednich wyborach samorządowych w 2002. W następnych wyborach w 2006 skutecznie ubiegał się o reelekcję jako kandydat lokalnego Komitetu Wyborczego Wyborców „Żorskie Porozumienie i Waldemar Socha”. Zdobył 57,23% głosów w drugiej turze, pokonując Wojciecha Maroszka, kandydata Platformy Obywatelskiej. W 2010 został wybrany ponownie, tym razem wygrywając w pierwszej turze. W 2011 przedstawiono mu zarzuty podania nieprawdy w oświadczeniach majątkowych składanych w związku z pełnioną funkcją publiczną. W 2014 Waldemar Socha w wyniku drugiej tury głosowania po raz kolejny uzyskał reelekcję na urząd prezydenta miasta.
W wyborach samorządowych 2018 w pierwszej turze zdobył poparcie na poziomie 47,25% (11 427 głosów). W drugiej turze zmierzył się z Anną Gaszką, otrzymując poparcie 54,98% głosujących (10 933 głosy) i uzyskując wybór na urząd prezydenta Żor na szóstą z rzędu kadencję. W wyborach w 2024 uzyskał reelekcję w pierwszej turze z wynikiem 11 315 głosów (54,96%).